# Хазаран
Хазара́н (от названия народа хазары и персидского суффикса множественного числа -ан) — название одной половины города Итиль.
Зафиксировано в арабских географических сочинениях. Возможно, это название употреблялось самими хазарами, поскольку Итиль (имя Волги) — это общетюркский гидроним дохазарского происхождения. Схожая форма Казар встречается в письме Шехтера.
Обычно с Хазараном связывают восточную, т. е. торговую часть города. Её население состояло преимущественно из купцов и ремесленников и было чрезвычайно космополитичным по составу. Но у арабских географов можно встретить указания как на восточный, так и на западный вариант. Так текст Ибн Хаукаля, оставившего наиболее подробное описание города, известен в ряде рукописей. В двух из них — Стамбульской и Парижской — Хазаран помещён на западе, а в Лейденской и Оксфордской — на востоке.
В арабской литературе (Балазури и Мукаддаси) Хазараном также иногда именовался город Кабала в Кавказской Албании, где с позднесасанидского времени существовала хазарская колония.